# 五张牌抽牌扑克
五张牌抽牌扑克是一种撲克遊戲。在这种撲克遊戲中，每个玩家持有5张底牌，之後每個玩家最多可以换5张牌，不過很多玩家几乎不会抽第4张或第5张牌。